# Eisso Post Stheeman
Eisso Post Stheeman (Winschoten, 14 augustus 1827 – Nijmegen, 13 februari 1908) was een Nederlands apotheker, fabrikant en groothandelaar in geneesmiddelen.
Stheeman was een telg uit het geslacht Stheeman. In 1854 nam hij farmaceutisch bedrijf Brocades in Meppel over van de weduwe van Willem Brocades.